# Temple d'Ananda
El temple d'Ananda és un temple budista construït el 1091 durant el regnat del rei Kyanzittha. Està situat a Bagan, Myanmar. El nom Ananda ve del nom del cosí de Buda, encara que abans era conegut com a temple d'Ananta, provinent d'"ananta pinya", que es tradueix com a 'saviesa inacabable'. El temple, que va adaptar els estils arquitectònics indis, allotja quatre Budes, decorats en làmines d'or, cada un mirant cap a una direcció. El temple té forma similar a una creu, amb unes quantes terrasses que condueixen a la part superior, que acaba amb una pagoda petita i un paraigua (hti). Als costats de les terrasses i a la base del temple, les rajoles són de terracota i il·lustren escenes del Jataka. També, hi ha un santuari de Kyanzittha i Shin Arahan.